# Trigonotis mairei
Trigonotis mairei är en strävbladig växtart som först beskrevs av H. Léveillé, och fick sitt nu gällande namn av Ivan Murray Johnston. Trigonotis mairei ingår i släktet Trigonotis och familjen strävbladiga växter. Inga underarter finns listade i Catalogue of Life.